# Port lotniczy Gandża
Port lotniczy Gandża (IATA: KVD, ICAO:
UBBG) – międzynarodowy port lotniczy położony w Gandży, w Azerbejdżanie.
Port lotniczy został zbombardowany i zniszczony w roku 2020.

## Linie lotnicze i połączenia
| Linia lotnicza      | Kierunek                                             |
| ------------------- | ---------------------------------------------------- |
| Aerofłot            | 1. Moskwa-Szeremietiewo                              |
| Azerbaijan Airlines | 1. Moskwa-Wnukowo 2. Nachiczewan 3. Sankt Petersburg |
| Azimuth             | 1. Mineralne Wody                                    |
| Pegasus Airlines    | 1. Stambuł-Sabiha Gökçen                             |
| Turkish Airlines    | 1. Stambuł                                           |
| Ural Airlines       | 1. Moskwa-Domodiedowo                                |
| UTair Aviation      | 1. Moskwa-Wnukowo                                    |